# Samantha Ronson
Samantha Judith Ronson (Londres; 7 de agosto de 1977) es una cantante y DJ británica que reside actualmente en Santa Mónica, California, Estados Unidos.

## Biografía
Nació en una familia adinerada en Londres, la hija de una escritora de la sociedad Ann Dexter-Jones. Sus padres son de ascendencia judía asquenazí, con ancestros rusos, lituanos y austriacos. Ella fue criada en el judaísmo. Tiene dos hermanos, su hermana melliza Charlotte, la cual es diseñadora de moda y su hermano Mark, quien también es músico.
Después que sus padres se divorciaron, su madre se casó con el héroe de las consolas, llamado Mick Jones, quien fue guitarrista de la banda Foreigner. Jones constribuyó a su niñez rodeada por música. A los 16 años Ronson fue miembro de una banda de rap llamada Low Lifes.
De niña sus vacaciones consistían en salir de gira con Foreigner, y además, le gustaba faltar a clases para ir al estudio de su padrastro, pero nunca estuvo interesada en tocar algún instrumento. Al terminar la preparatoria, viaja a París por un año y termina en Nueva York, dándose cuenta de que no hay música que pueda escuchar, por lo que aprendió a cantar y a tocar algunos instrumentos, después, le puso letra a sus canciones. Seguía siendo una cantante de clóset, cuando una oportunidad tocó a su puerta.
Un día, estando en su casa, le llaman de un baile al que solía asistir y le proponen ser la DJ del lugar. Ella no creía poder hacerlo, pero sus amigos la animaron diciendo que de todas formas siempre estaba ahí y era mejor ir si además le pagaban, por lo que terminó aceptando la propuesta.
Antes de darse cuenta, su hermano, Mark, quien ha trabajado con muchas bandas y cantantes de renombre, ya le estaba solicitando que lo cubriera en sus tocadas en diferentes fiestas, mientras terminaba su disco.
Decidió seguirse preparando para tocar mejor las tornamesas y cuando se dio cuenta, ser DJ ya se había convertido en un trabajo de tiempo completo. De inmediato se posicionó como una de las mejores DJ's de Estados Unidos, tocando en los mejores lugares y en fiestas de estrellas.

## Vida personal
En 2007, los medios comenzaron a comentar sobre Ronson y la actriz Lindsay Lohan. Varios periódicos, incluidos The Times y Los Angeles Times, publicaron artículos de opinión que describen la relación de ambas artistas como romántica. Lohan se abstuvo de comentar sobre la naturaleza de su relación y dijo a través de su publicista que "quiere mantener su vida privada en secreto". Ronson declaró en una entrevista en julio de 2010 con The Times que ama a Lohan como ser humano, pero que la atención de los paparazzi creció demasiado.

## Discos
- "Pull My Hair Out" (2004)
- "Built This Way" (2004)
- "Fool" (2000)

## Músicos
- Max Leroy — guitarra
- Nigel Mogg — bajo
- Mike Williams — batería